# بيتر بارتلس
بيتر بارتلس (بالإنجليزية: Peter Bartels) هو دراج وشخصية أعمال أسترالي، ولد في 4 يناير 1941.